# Зульцфельд-ам-Майн
Зульцфельд-ам-Майн (нім. Sulzfeld am Main) — громада в Німеччині, розташована в землі Баварія. Підпорядковується адміністративному округу Нижня Франконія. Входить до складу району Кітцинген. Складова частина об'єднання громад Кітцинген.
Площа — 7,68 км2. Населення становить 1246 ос. (станом на 31 грудня 2020).

## Галерея

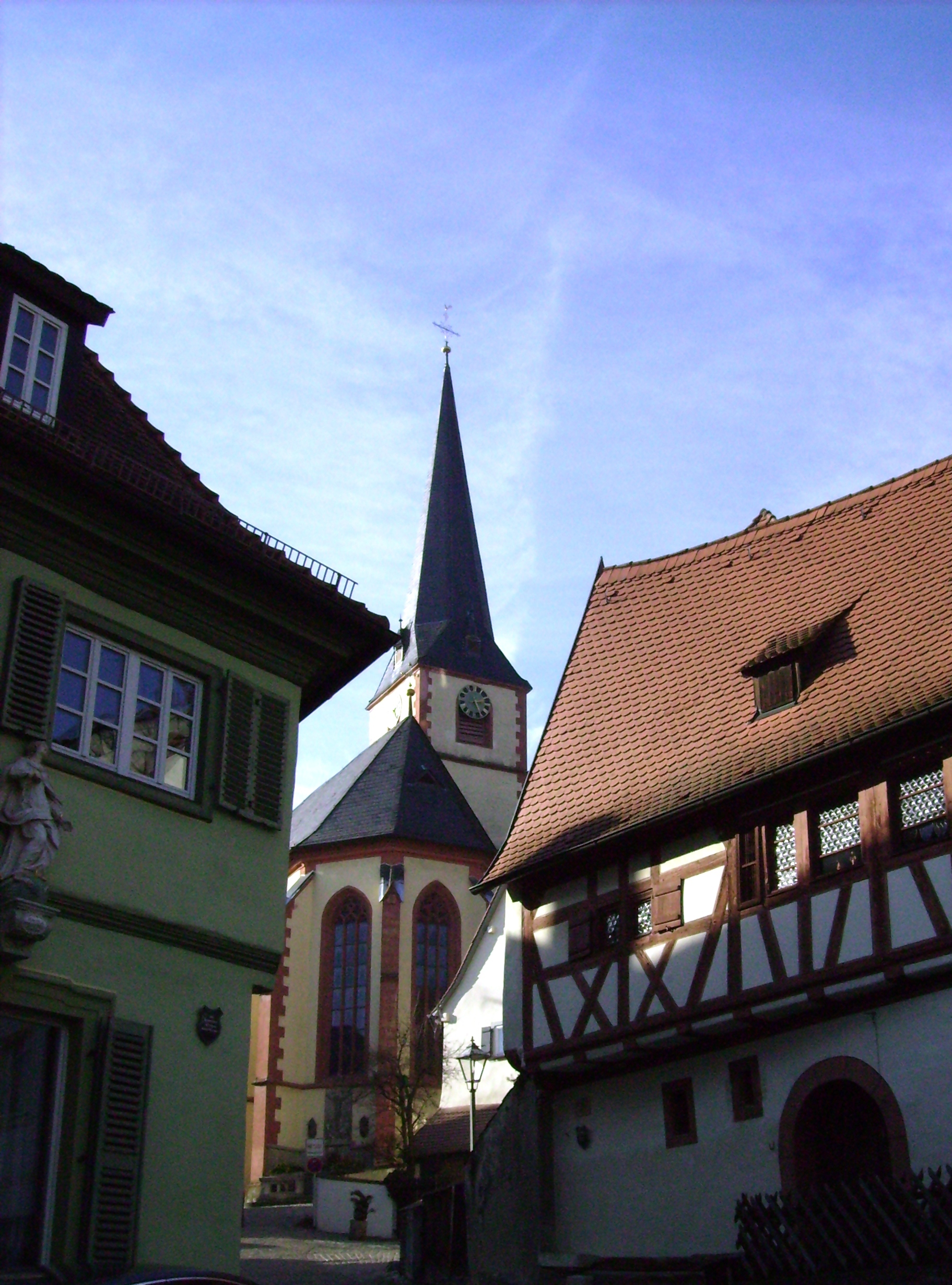
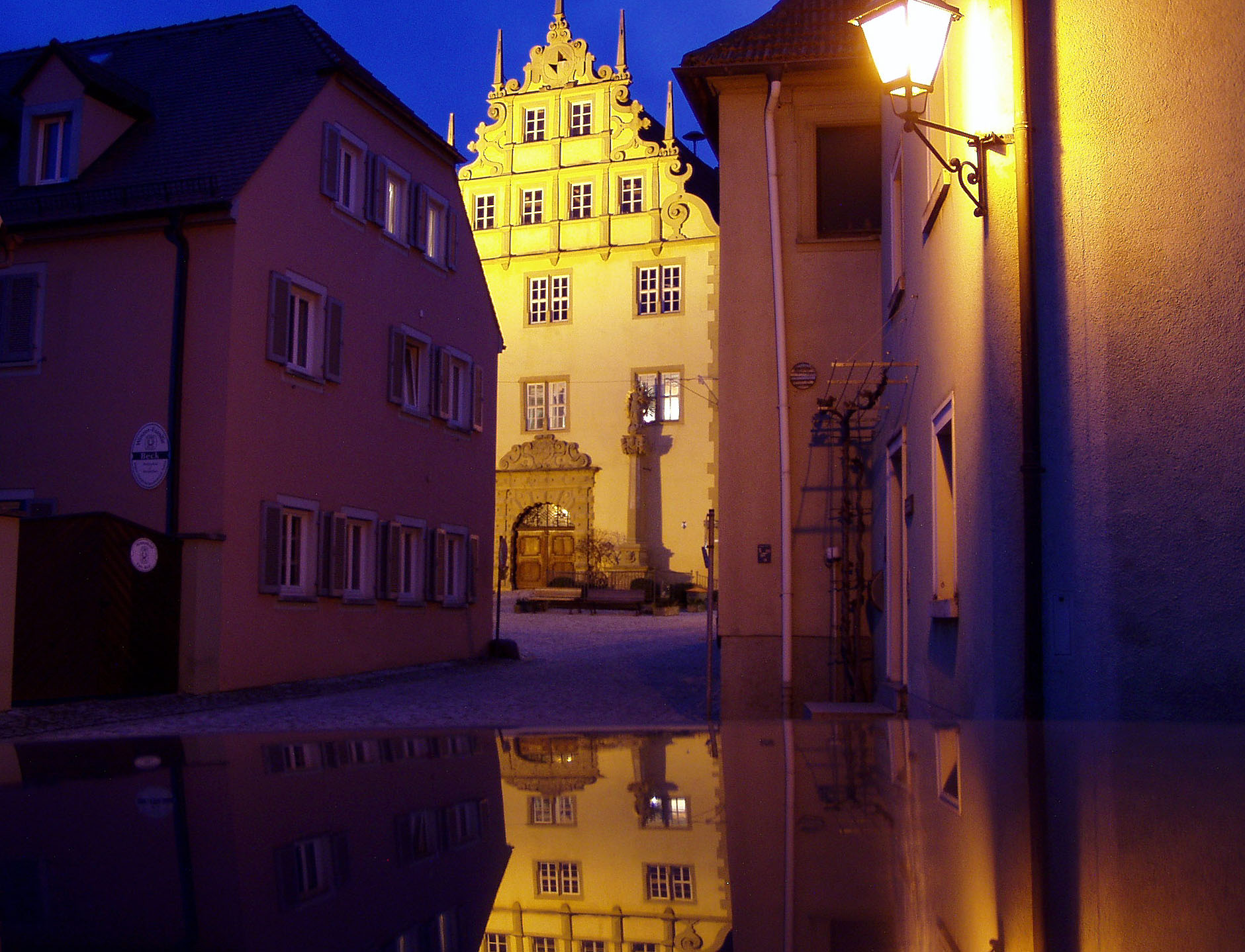